# Picanier jaune
Barleria prionitis
Espèce
Classification APG III (2009)
Le picanier jaune (Barleria prionitis) est une espèce de plantes à fleurs de la famille des Acanthaceae. Il est quelquefois commercialisé sous son nom vernaculaire anglais Porcupine flower. Il est originaire d'Inde. Il a été introduit du Siam à l'île de France, aujourd'hui île Maurice et y a pris le nom de « Piquant tac-tac ».
C'est une plante vivace buissonnante épineuse aux grandes fleurs jaunes. Ses feuilles sont connues pour contenir de la 6-hydroxyflavone, un composé chimique qui est l'un des inhibiteurs non compétitifs du cytochrome P450
Il a été classé parmi 28 espèces de plantes envahissantes en Australie.

## Illustrations

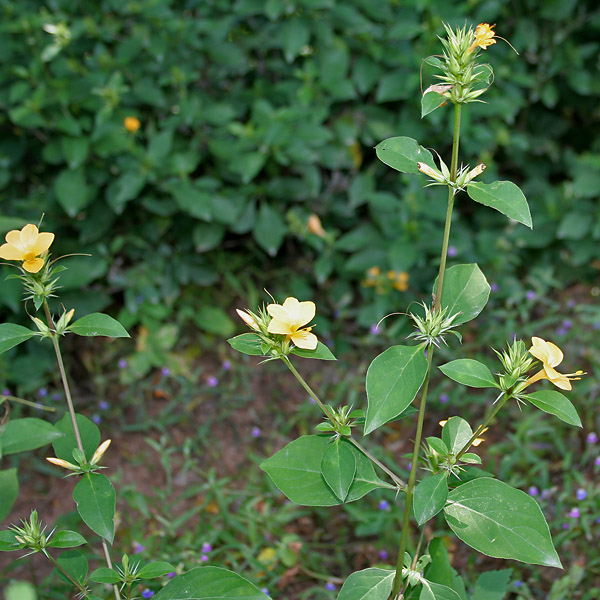
Barleria prionitis à Hyderabad en Inde.
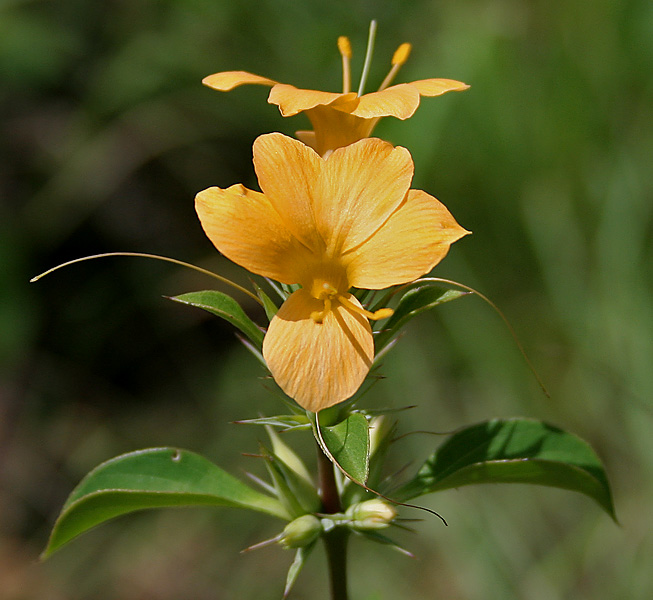
Barleria prionitis à Hyderabad.
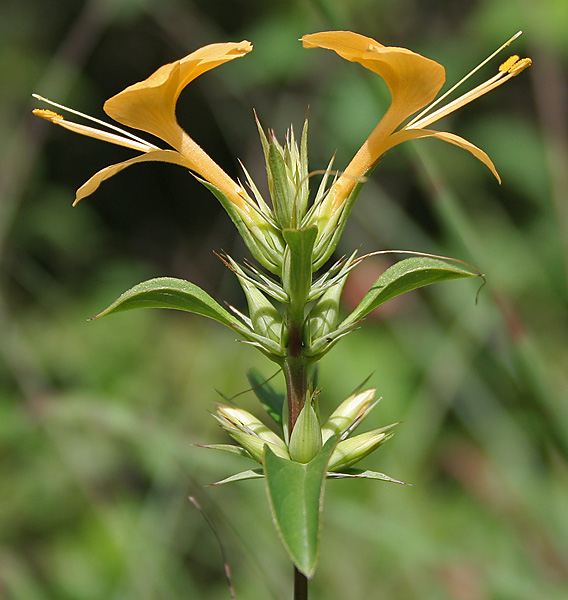
Barleria prionitis à Hyderabad.
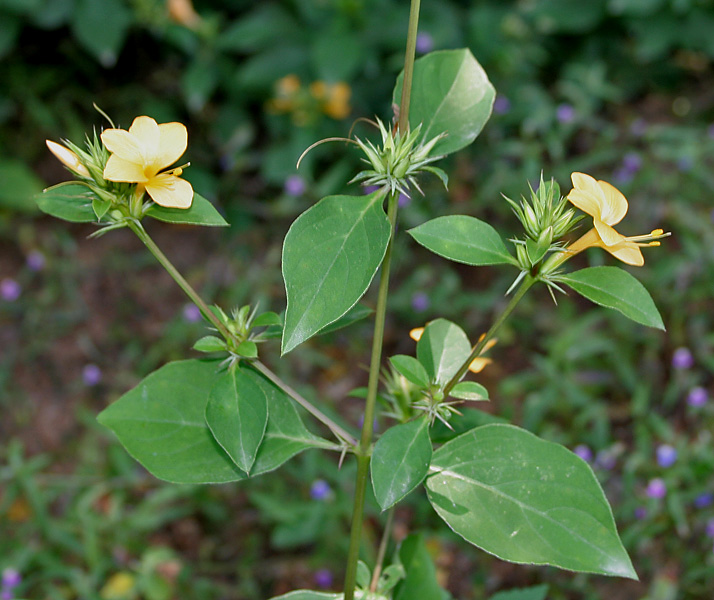
Barleria prionitis à Hyderabad.
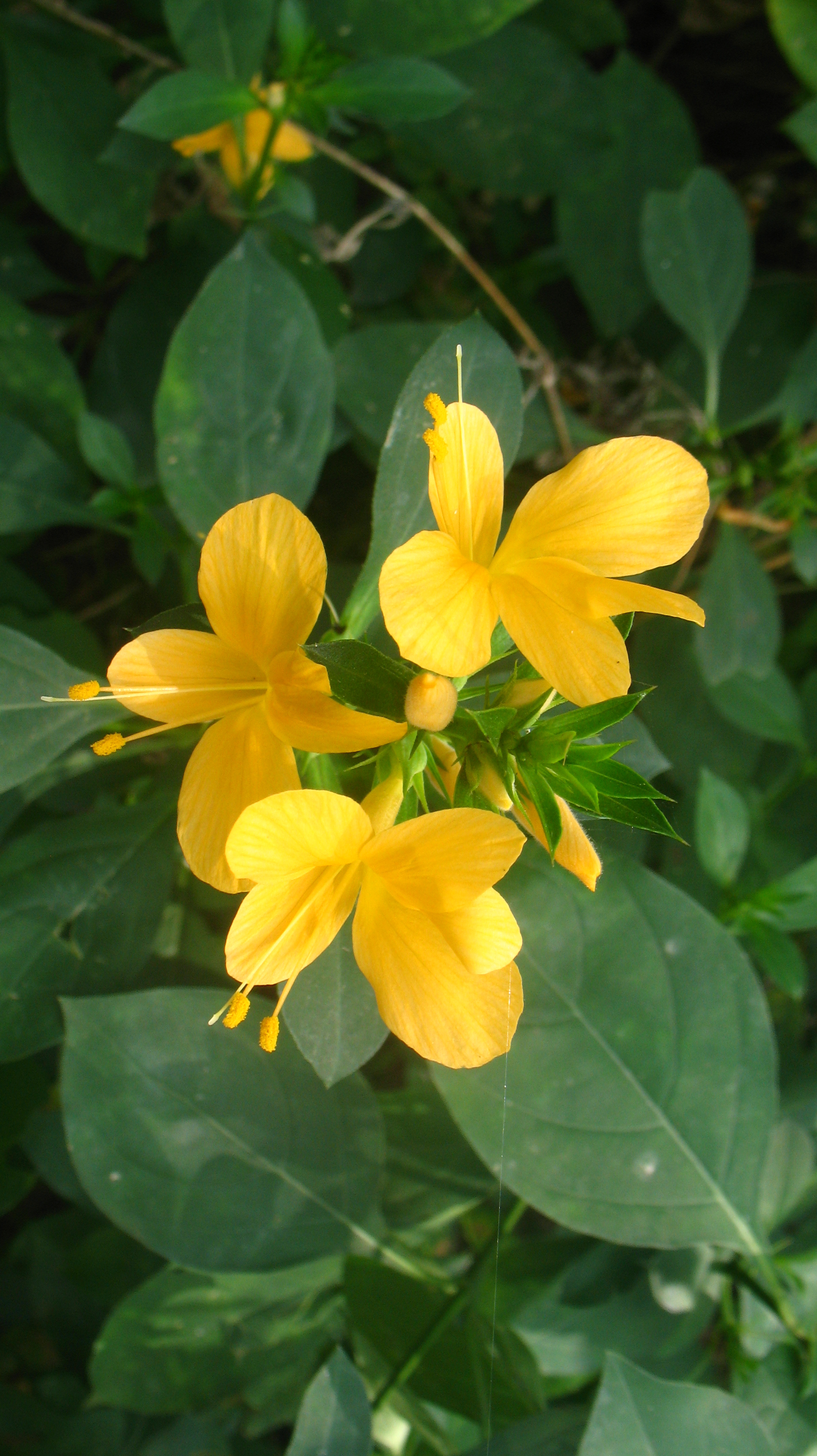